# Lejonhuvad kanin

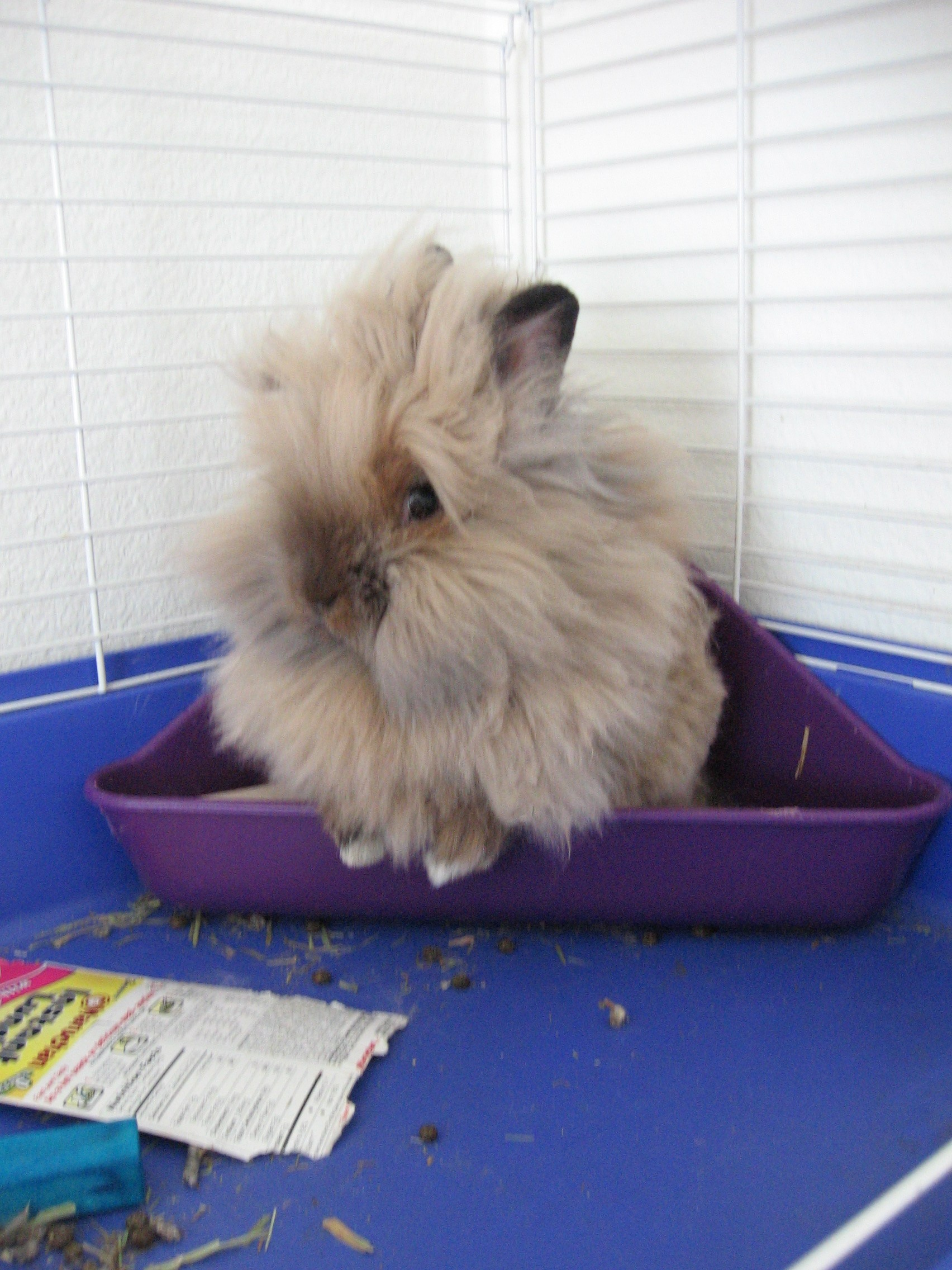
Lejonhuvad kanin

Lejonhuvad kanin är en dvärgkaninras. Den kom till Finland på slutet av 1980-talet, och blev godkänd i Nordisk standard 1 oktober 2003.
Lejonhuvad kanin ser ut att ha en lejonman runt huvudet, därav namnet. Den ska ha långhårig päls på kinderna, panna, nacke och bröst, och övrig päls ska vara kort. De långa håren växer långsammare än övrig päls, och det är först vid 8 veckors ålder som de långa håren blivit längre än pälsen på resten av kroppen. Pälslängden på lejonmanen ska vara 5–8 cm. 
Rasen är godkänd i alla färger. En lejonhuvad kanin ska väga 1,3 - 1,7 kg. 

## Hårlag
Lejonhuvad kanin finns i tre olika hårlag:
- Enkelmanad: Har endast man kring huvudet som de oftast fäller av efter hand. Kräver pälsvård.
- Dubbelmanad: Har man i varierande storlek (ofta ganska mycket), samt "kjol" längs med låren och runt rumpan, korthåriga på ryggen. Kjolen fälls av i olika grader efter varje fällning, en del behåller den hela livet. kräver pälsvård.
- Teddy: Är långhåriga över hela kroppen.